# ISO 13406-2
ISO 13406-2 es un estándar de ISO obsoleto, cuyo título completo es "Requisitos ergonómicos para trabajos con pantallas de visualización de panel plano -- Parte 2: Requisitos ergonómicos de las pantallas de panel plano". Es conocido por los usuarios por definir una serie de "categorías" de pantallas planas con los diferentes números de defectos permitidos (o "píxeles muertos"). ISO 13406-2 también proporciona una clasificación de Categorías de Rango de  Dirección de Visión y Clases de Reflexión.
Como parte de un estándar de ISO, las clases son directrices , y no obligatorias. Al implementarlo, la interpretación del estándar por el fabricante del pantalla o del producto final y efectos en término de etiquetado de productos, qué clase de tablero es usado, etc., puede variar. La mayoría de fabricantes de pantallas planas utilizan este estándar como la excusa para no aceptar devoluciones de pantallas defectuosas. Muchos clientes argumentan que no es honesto por parte de los fabricantes vender un producto que la mayoría de personas no aceptarían si  supieran que  tiene estos defectos. También,  hay poca oferta de pantallas de Clase I, lo que añadido al hecho de que el precio de estos modelos es normalmente muy alto, hace difícil la compra de un  producto sin fallos completamente garantizado. Una solución a este problema sería vender estas pantallas defectuosas a un precio más bajo de lo normal, indicando claramente la presencia de tales defectos.
El estándar ISO  13406-2:2001 ha sido retirado y revisado en los ISO 9241-302, 303, 305 y 307:2008 estándares.

## Clases de Píxeles Defectuosos
El estándar lista cuatro clases de dispositivos, donde un dispositivo de una clase especificada puede contener hasta un número máximo de píxeles  defectuosos. Son descritos tres tipos distintos de píxeles defectuosos:
- Tipo 1 = un píxel caliente (siempre encendido, de color blanco)
- Tipo 2 = un píxel muerto (siempre apagado, lo que significa que se ve de color negro)
- Tipo 3 = un píxel atascado (uno o más sub-píxeles (rojo, azul o verde) está siempre encendido o siempre apagado)

La siguiente tabla muestra el número máximo de defectos permitidos (por tipo) por cada millón de píxeles.
| Clase | Tipo 1 | Tipo 2 | Tipo 3 | Grupo con más de un defecto tipo 1 o tipo 2 | Grupo de defectos de tipo 3 |
| ----- | ------ | ------ | ------ | ------------------------------------------- | --------------------------- |
| I     | 0      | 0      | 0      | 0                                           | 0                           |
| II    | 2      | 2      | 5      | 0                                           | 2                           |
| III   | 5      | 15     | 50     | 0                                           | 5                           |
| IV    | 50     | 150    | 500    | 5                                           | 50                          |

En 2007, la mayoría de fabricantes califican sus productos como Clase II de Píxeles Defectuosos.[cita requerida]